# Eumerus speiseri
Eumerus speiseri är en tvåvingeart som beskrevs av Hull 1964. Eumerus speiseri ingår i släktet månblomflugor, och familjen blomflugor. Inga underarter finns listade i Catalogue of Life.